# 帕克鎮區 (明尼蘇達州馬歇爾縣)
帕克鎮區（英語：Parker Township）是位於美國明尼蘇達州馬歇爾縣的一個行政鎮區。

## 歷史
帕克鎮區於1884年設立，得名自來自緬因州的諾里奇沃克當地早期定居者喬治·L·帕克（George L. Parker）。

## 地方資料
帕克鎮區的面積為93.11平方千米，皆為陸地。根據2020年美國人口普查的數據，當地共有人口36人，而人口密度為每平方千米0.39人。